# Waldbrunn (Wörthsee)
Waldbrunn (bis 1950 Neu-Etterschlag oder Hörndl-Siedlung) ist ein Gemeindeteil von Wörthsee im oberbayrischen Landkreis Starnberg, die ab 1941 auf Anregung des Unternehmers Sylvester Hörndl entstand. Diese liegt südlich von Etterschlag, westlich des Schluisee und nördlich des Gemeindeteils Steinebach.

## Geschichte
Im Jahr 1941 kaufte Sylvester Hörndl sieben Tagewerk Fichten- und Buchenwald südlich von Etterschlag von Karl Theodor zu Toerring-Jettenbach. Dieses teilte er 1943 auf verkaufte die Teile an neuen Familien und Personen. Bereits während des Zweiten Weltkriegs wurden zwei Häuser nach mühevoller Rodung erbaut.
Nach dem Krieg kamen viele Heimatvertriebene aus dem Sudetenland in die Gegend, für die nun eine Siedlung geplant wurde. Damals sollte das Gebiet noch Neu-Etterschlag heißen, was erst 1950 durch einen Plan der Bayerischen Landessiedlung zu Waldbrunn geändert wurde. Bis 1952 wurden so 17 Häuser erbaut, die bereits 1951 an die Stromversorgung der Isar-Amperwerke angeschlossen waren. Im Jahr 1958 konnten die Bewohner die Grundstücke von der Landessiedlung erwerben.
Im Haus Waldbrunn 11 eröffnete 1951 ein Lebensmittelgeschäft, das von der Familie Gebhard bis 1987 betrieben wurde. Zusätzlich eröffnete Brugger in Waldbrunn 20 ein Installations- und Spenglergeschäft. Auch betrieb die Familie Gokorsch bis 1972 eine Metzgerei in Waldbrunn 12. Zuletzt eröffnete Bayer als Raumausstatter in Waldbrunn 10 ein Geschäft (heute Raumausstattung Bayer).